# Inter-American
El Inter-American era un tren de pasajeros operado por Amtrak entre Chicago y Laredo. Su ruta cambió con el tiempo y finalmente fue reemplazada por Texas Eagle.

## Historia
El Inter-American se estableció el 27 de enero de 1973, con un servicio de tres veces por semana entre Laredo y Fort Worth. En Fort Worth, los viajeros podían conectarse con el Texas Chief, pero hacerlo requería una escala nocturna. En Laredo, era posible cruzar la frontera a Nuevo Laredo en México, y conectarse con los trenes de Ferrocarriles Nacionales de México.
En marzo de 1974, el tren se amplió de Fort Worth a St. Louis vía Dallas, siguiendo la ruta del antiguo Missouri Pacific Texas Eagle. Desde St. Louis, los pasajeros podrían conectarse a Chicago.
En octubre de 1976, Amtrak extendió el Inter-American hasta Chicago. Operó diariamente entre Chicago y St. Louis, pero continuó como tres veces por semana entre St. Louis y Laredo.
El 31 de octubre de 1978, un St. Louis-Chicago  de Inter-American se convirtió en el último tren en dar servicio a Union Station en St. Louis.
En octubre de 1979, los recortes presupuestarios obligaron a Amtrak a combinar el Inter-American con el  Lone Star. El tren fusionado conservó el nombre de Inter-American, cambió de tres veces por semana a diario y agregó una sección de Houston que se dividió en Temple.
El 1 de octubre de 1981, Amtrak, nuevamente obligada a realizar recortes en el servicio, truncó el Inter-American a San Antonio y eliminó el tramo de Houston. El nuevo servicio se llamó Eagle, y todavía funciona hoy como Texas Eagle.